# メイオラニア
メイオラニア（Meiolania）は、漸新世または中期更新世（チバニアン）から完新世まで現在のオーストラリアやニューギニアなどに生息していた大型の陸棲のカメの一属である。以前は現生の全種のカメを含むカメ目の属とされていたが、厳密な分類は確定しておらず、カメ目の外にあるステムグループのカメ類の最後の生き残りであるという見方も強い。

## 沿革

### 発見と名称

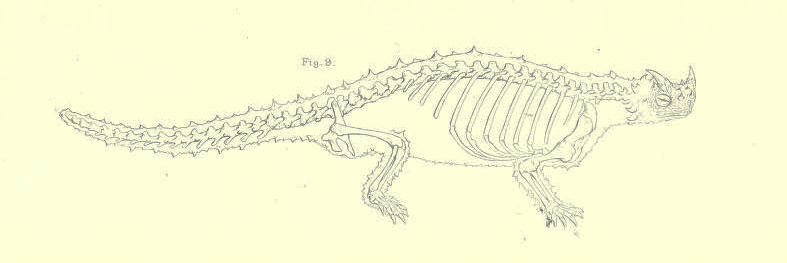
リチャード・オーウェンが1880年にモロクトカゲの大型種として描いたメガラニアの復元想像図。
ニンジェミス（旧 M. oweni）と種類不明の哺乳類のメガファウナとメガラニアの化石が混入されて一つの生物の骨格として描かれている。

1884年にロード・ハウ島で最初の化石（脊椎骨）が発見され、大英自然史博物館に送られた。この標本を研究した古生物学者のリチャード・オーウェンは、1859年にメガラニア（Varanus priscus）を記載していた経歴からも、当初はメイオラニアを大型のモロクトカゲあるいはオオトカゲの一種であると誤認して1886年に記載した。後のプラティケプス種（M. platyceps）であるロード・ハウ島の標本は、メガラニアよりも小型であることから「メイオラニア」と命名され、メガラニアは「大柄な放浪者（大きな走る者）」、メイオラニアは「小柄な放浪者（小さな走る者）」を意味する。
後年にさらなる標本が発見され、オーウェンと同様にディプロトドンなどの報告も行ってきたトマス・ヘンリー・ハクスリーらにより、1887年にメイオラニアは実際にはカメの一種であり、トカゲの仲間ではないことが発表された。メガラニアが記載された1859年という年にはチャールズ・ダーウィンがガラパゴスゾウガメなどを調査した末の著作である『種の起源』を出版してる。「進化論」の登場は当時のイギリスの科学界に大きな衝撃をもたらしており、メイオラニアが報告された1880年代後半になっても「進化論」に否定的なオーウェンと、対照的に「進化論」に肯定的なハクスリーらが激しく争い続けてきたという経緯があり、メイオラニアの正体もこの論争の一環であったと思われる。
なお、Miolania や Ceratochelysといったシノニムがある。また、上記のロード・ハウ島産の標本も、オーウェンは1886年の時点でプラティケプス種（M. platyceps）とマイナー種（M. minor）に分類していたが、現在では後者は前者のシノニムと見なされている。

### 分類
本属や モンゴロケリスなどの Sichuanchelyidae やHelochelydra などを含む Testudinata およびメイオラニア科の分類については諸説あり、初期の潜頸亜目とする説やより後期に分岐した真潜頚下目とする説があった。そして、プロガノケリスのような初期のカメのステムグループの遺存種（レリック）であるとする説もあった。メイオラニアが分布するオーストラリアは最初期に分岐した哺乳類である単孔類が現在まで生き残っており、メイオラニアもこうした生き残りであった可能性も指摘されている。2000年代にはメイオラニアと特徴を共有する中生代のステムカメ類が数属記載されており、カメ目以前に分岐したグループの生き残りであるという見方を強めている。
最大種の M. oweni（オーウェニ種）は、1888年にアーサー・スミス・ウッドワードによって学名が付けられており、種小名の「oweni」はリチャード・オーウェンへの献名である。オーウェンがメガラニアと誤認していた頭骨の形状が良質なロード・ハウ島産の標本と比較して独自性を有しているために分類が見直され、1992年に別属の ニンジェミス（Ninjemys oweni）として再評価されている。この属名は「忍者タートル」を意味しており、著名なアメコミおよびアニメである『ティーンエイジ・ミュータント・ニンジャ・タートルズ』に因んでいる。
オーストラリア大陸からは M. oweni（オーウェニ種）こと別属のニンジェミス（Ninjemys oweni）と、実際にメイオラニア属に分類されている M. brevicollis および未記載（未命名）の1種が報告されており、前者は1992年に大陸北部（ノーザンテリトリー）のカムフィールド近郊の中期中新世の地層から報告され、後者はクイーンズランド州のワイアンドット川（Wyandotte Creek）の近辺の後期更新世の地層から発見され、プラティケプス種（M. platyceps）との大きさ以外の形状の類似性から便宜的に M. cf platyceps と命名されている。ニューカレドニアではウォルポール島における1925年の M. mackayi の記載を皮切りに、グランドテール島のピンダイ洞窟やティガ島などからも化石が発見されている。
なお、上記のアーサー・スミス・ウッドワードは始新世の南アメリカ大陸から知られるニオラミア（Niolamia）の一種 N. argentina を本属に分類したことがあったが、これは現代では受け入れられていない。

## 特徴
種類によって大きさは異なるが、全長は2 - 4 メートル、体重は150 - 1,400キログラムにも達したと推測される最大級の陸生ガメであった。最大種はオーストラリア大陸に分布していたオーウェニ種（M. oweni）であり、頭骨の幅も57センチメートルになった。対照的に島嶼地域の種類には明確に島嶼矮小化の兆候が見られ、タイプ標本の発見地であるロード・ハウ島に分布生息していたプラティケプス種（M. platyceps）は全長が約2メートルであり、最小種であるニューカレドニア産の M. mackayi は甲長が約70センチメートルであった。また、オーストラリア大陸産の本属における2番目の未記載（未命名）種（M. cf platyceps）は産出した角芯と尾椎は形状こそ小型のプラティケプス種（M. platyceps）のものに似ているものの「異様な程に大型」であるとされており、推定される甲長は2メートルと、ウミガメを除く既知の現生・化石種のリクガメでも更新世のアジアに生息したMegalochelys atlasに次ぐ大きさを持つ。
頭部の形状がとくに特徴的であり、麟状骨からなる一対の横向きの角と多数の突起を有しており、おそらく繁殖期においてはディスプレイに用いられたと思われるが、このために甲羅の中に頭部を収容することはできなかった。また、長い尾には骨質のリング状の鞘があり、その表面には太い棘状の突起が発達していた。これらの特徴は、グリプトドンやアンキロサウルスなど装甲を有する他の草食性のメガファウナにも同様のものが見られる。おそらく生体では、この表面に分厚い角質の鱗板があったと思われる。これは、島嶼型のゾウガメと共通する特徴である。頸椎は前後方向に短く高さがあり、頸肋骨が発達する。また、オーストラリア大陸産の M. brevicollis とロード・ハウ島産のプラティケプス種（M. platyceps）の間には頭蓋骨や角や突起などにも形態的な違いが見られる。
尾で捕食者を威嚇して身を守っていた可能性がある一方で、通常のカメのように首や手足を甲羅の中に引き込めて防御する事が出来なかったと考えられており、装甲はこれらの弱点を補う為の防御対策だったと思われる。ただし、甲羅の骨格は厚紙程度の薄さであった。吻部の咬合面にはリッジが発達しており、おそらく植物食性であるが、化石が海岸付近で発見されてきたこともあって、肉食性とする説や陸棲ではなく水棲だと考えられたこともあった。

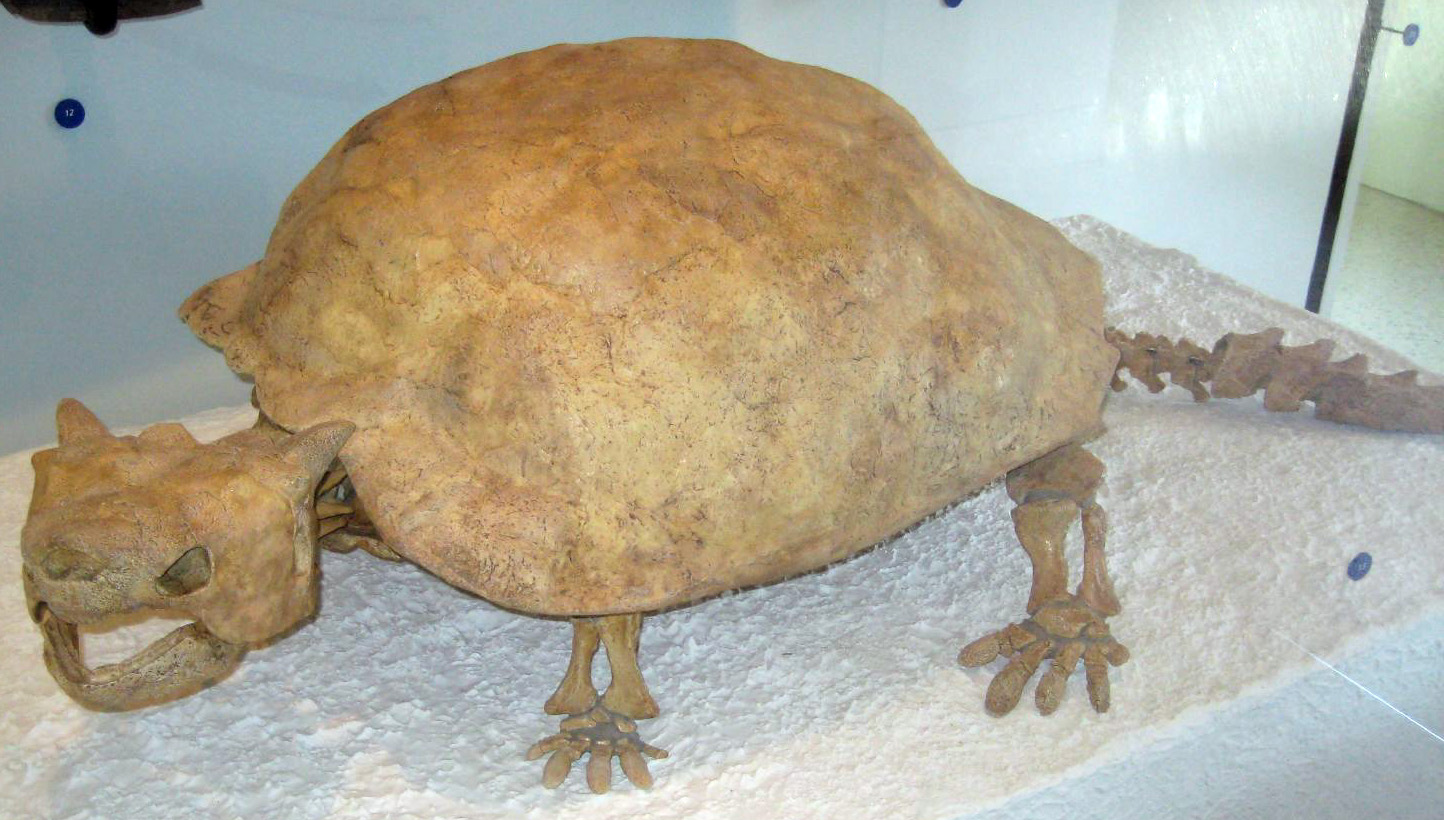
プラティケプス種（M. platyceps）の骨格。アメリカ自然史博物館蔵。
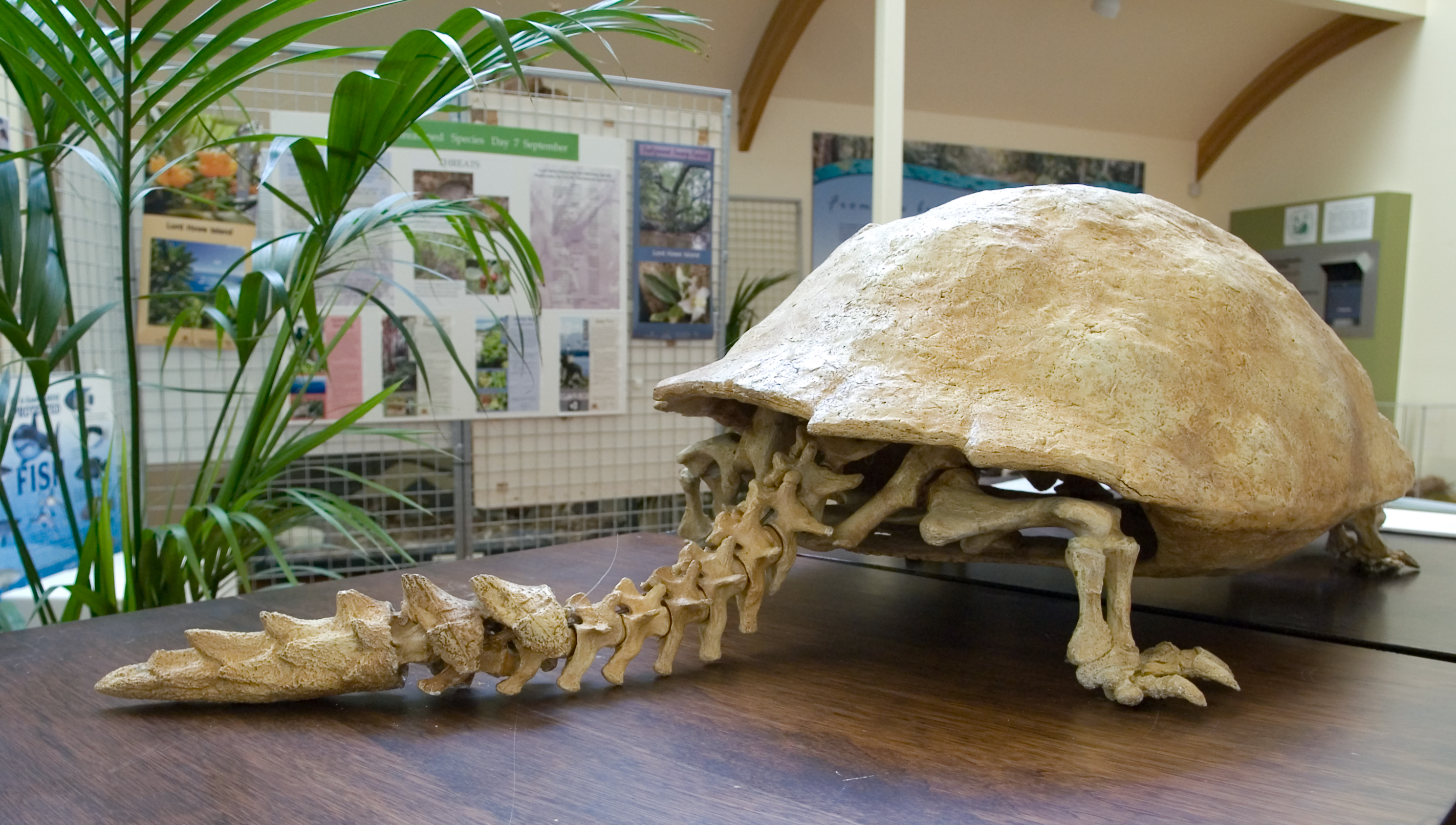
ロード・ハウ島の博物館に展示されているプラティケプス種（M. platyceps）の下半身の骨格。
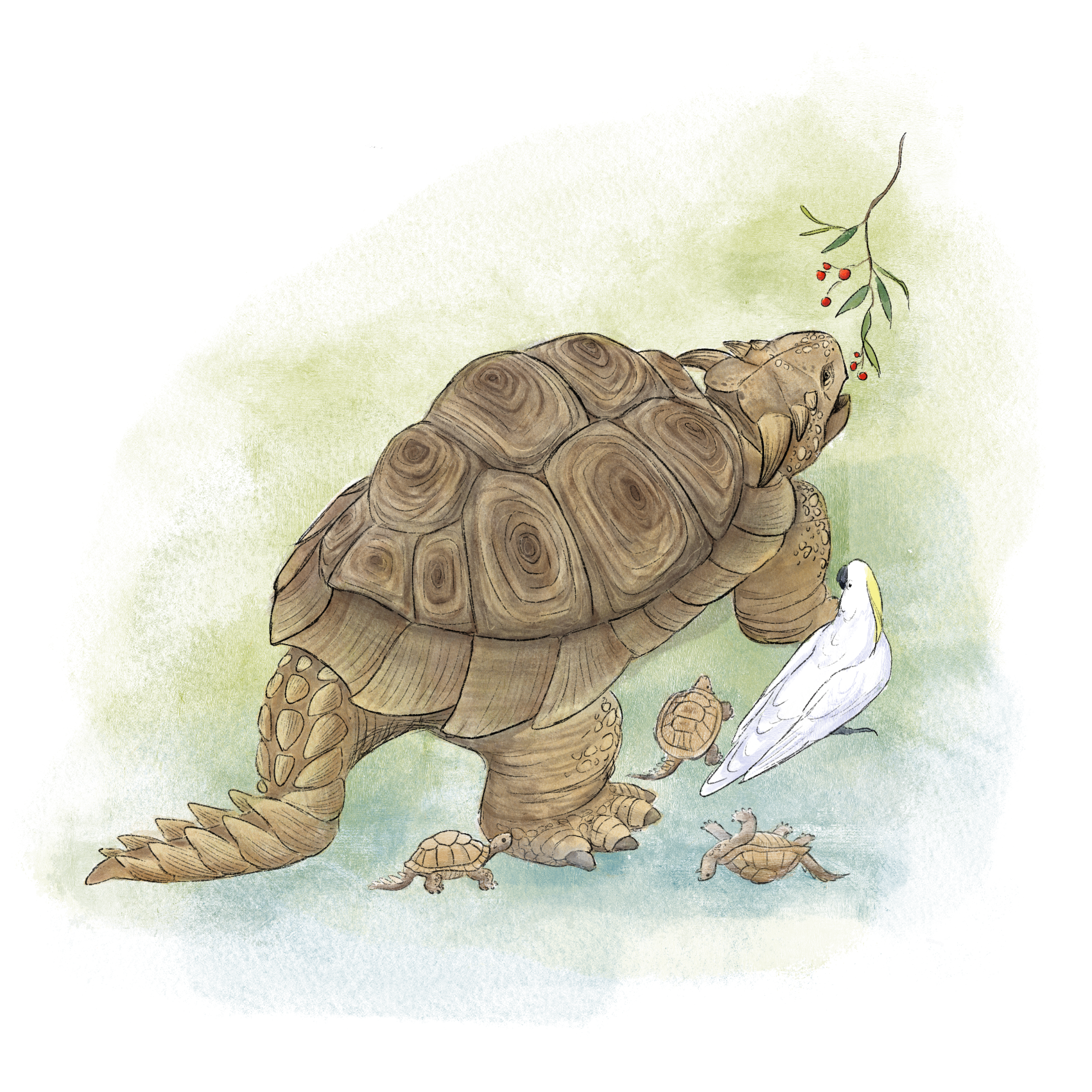
生体（M. brevicollis）の復元想像画。
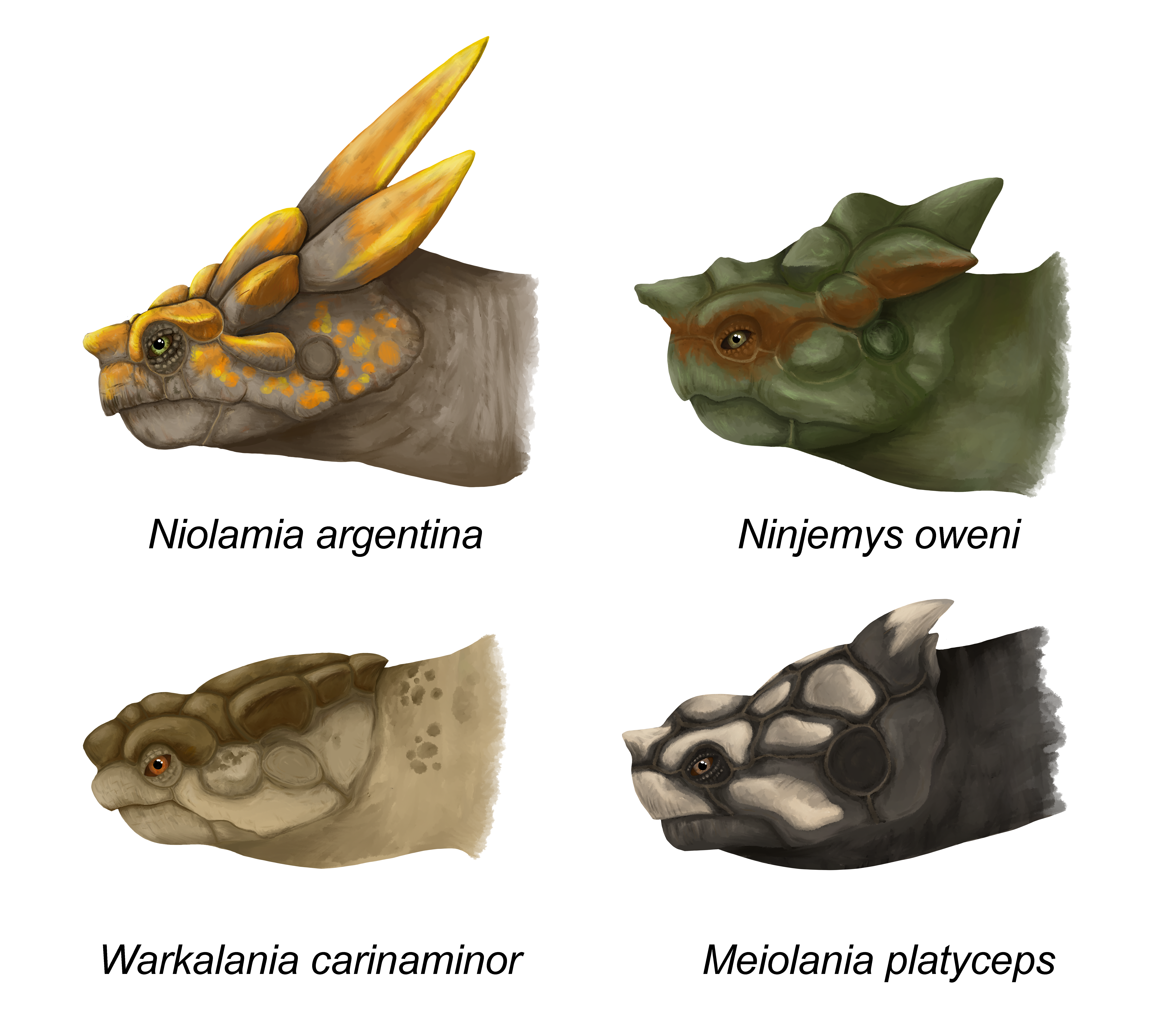
メイオラニア科（英語版）の例の頭部の復元想像図。

## 分布と絶滅

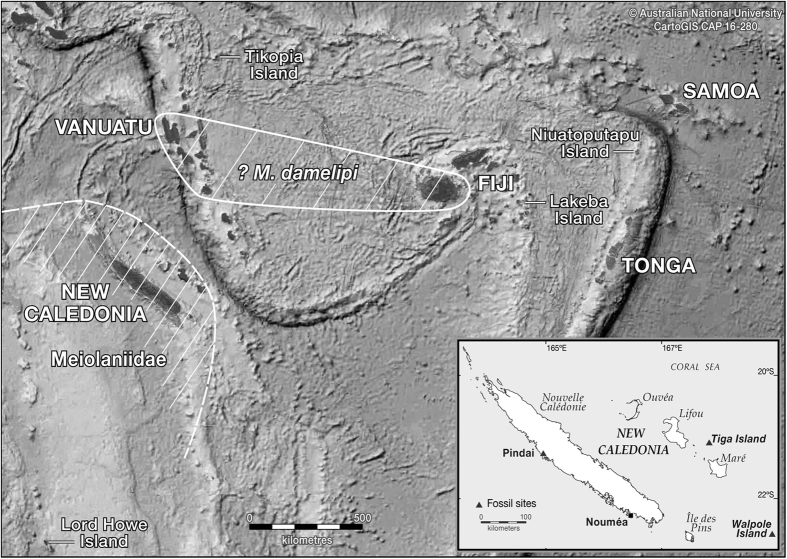
南太平洋の島嶼地域における推定されるメイオラニア科の分布。

メイオラニア属はオーストラリア大陸やロード・ハウ島、ニューギニア、ニューカレドニア、バヌアツ、フィジーなどの著名な陸棲メガファウナの一角であり、これらの地域における在来生態系の重要な構成員であったが、拡散してきた人類による狩猟対象と見なされたことが最大の原因となって絶滅していったと思われる。
これまでに得られてきた化石の数自体が限られており、メイオラニアの生態には不明な点が多い。具体的な絶滅の時期も判明しておらず、また人類に狩られていたことを示す直接の証拠も発見されていないが、メイオラニア属が各地域で地域絶滅していった順序と年代は人類が到達していった経緯と付随しており、オーストラリア大陸では他のメガファウナと同様に約4万7000年前に、フィジーでは約2,800 - 2,900年前まで生存していたと思われる。類似した現象は大航海時代にも見られた。